# JAX-RS
JAX-RS (Java API for RESTful Web Services) は、RESTアーキテクチャに基づくWebサービスのための機能を提供するJava言語のAPIである。 JAX-RSはJava SE 5で導入されたアノテーションの仕組みを用いて、シンプルな開発を実現する。
JAX-RSは、2009年にリリースされたJava EE 6においてバージョン1.1が仕様の一つとして取り込まれており、Java EEの標準仕様の一つとなっている。Java EE以外の環境においても、例えばWebアプリケーションの設定ファイルであるweb.xmlに登録することで、利用可能である。2013年5月に公開されたバージョン2.0は、クライアントAPIやフィルタといった機能が追加されており、Java EE 7に含まれている。

## 仕様
JAX-RSは、リソースクラス（POJOのJavaクラス）をWebリソースにマッピングするのを助けるアノテーションを提供する。アノテーションの例を以下に示す。
- @Path : リソースクラスやメソッドに相対的なパスを指定する。
- @GET, @PUT, @POST, @DELETE, @HEAD : HTTPメソッドの種別を指定する。
- @Produces : レスポンスのContent-Typeを指定する。
- @Consumes : リクエストで受け入れ可能なContent-Typeを指定する。

加えて、リクエストからメソッドの引数に情報を読み込むためのアノテーションも提供している。これらの@*Paramアノテーションは必要な値を取得するためにキーを要求する。
- @PathParam : パスとメソッド引数を紐付ける。
- @QueryParam : HTTPのクエリとメソッド引数を紐付ける。
- @MatrixParam : HTTPのマトリックスパラメータとメソッド引数を紐付ける。
- @HeaderParam : HTTPヘッダーとメソッド引数を紐付ける。
- @CookieParam : HTTP cookieとメソッド引数を紐付ける。
- @FormParam : フォームの値とメソッド引数を紐付ける。
- @DefaultValue : 上記のキーが存在しない場合のデフォルト値を指定する。
- @Context : 全体のコンテキストを返す（例 @Context HttpServletRequest request）。

## 実装
JAX-RS自体はAPIであり、実際の実装として下記のようなものがある。
- Apache CXF - Apacheソフトウェア財団のWebサービスフレームワーク
- Jersey - オラクル（サン・マイクロシステムズ）によるリファレンス実装
- RESTeasy - JBossによる実装
- Restlet
- Apache Wink - Apacheソフトウェア財団のサーバモジュール
- WebSphere Application Server - IBMのJakarta EEアプリケーションサーバ
- WebLogic Application Server（英語版） - オラクルのJakarta EEアプリケーションサーバ
- Apache Tuscany